# Levedi
A Levedi régi magyar személynév. Általában a lesz ige származékának tartják, ekkor a jelentése levőcske, kis lény, ezt azonban többen vitatják. Más vélemény szerint az eredeti alakja Elwedi lehetett, ami egy kételemű török név, és a jelentése népalakulat + nagy. Megint más magyarázat szerint a szláv lev szóból származik, aminek a jelentése oroszlán.

## Rokon nevek
- Levéd:[1] a Levedi alakváltozata.[2]

## Gyakorisága
Az 1990-es években a Levéd a Levedi szórványos név, a 2000-es években nem szerepelnek a 100 leggyakoribb férfinév között.

## Névnapok
ajánlott névnapok
Levedi, Levéd
- június 18.[2]
- június 24.[2]

## Híres Levedik, Levédek
- Levedi magyar fejedelem